# José Castelló y Tárrega
José Castelló y Tárrega (1864-1937) fue un maestro, político y periodista español.

## Biografía
Nacido en 1866 en la localidad castellonense de Vall de Uxó, fue maestro y periodista de profesión. 
Llegó a ejercer como delegado regio de primera enseñanza, cargo desde el que impulsó importantes cambios e innovaciones educativas en la provincia, como el establecimiento de la enseñanza de la mecanografía, las clases al aire libre y la redacción del plan de enseñanza gimnástica en las escuelas públicas de la capital provincial. Fundó varios periódicos, como El Liberal —de corta existencia— y el Heraldo de Castellón —publicación de la que iba a ser director-propietario durante varias décadas—.
Miembro del Partido Liberal, llegó a formar parte de la corriente «canalejista» en Castellón. Entre enero de 1902 y diciembre de 1909 fue concejal del Ayuntamiento de Castellón de la Plana. Posteriormente sería gobernador civil de la provincia de Toledo; nombrado el 11 de diciembre de 1922, tomó posesión el día 16 de dicho mes; cesó el 20 de septiembre de 1923, tras el golpe de Estado de Primo de Rivera y el real decreto de 18 de septiembre.

## Familia
Tuvo un hijo, José, que llegaría a ser alcalde de Castellón de la Plana.